# Vöcklabruck
Vöcklabruck osztrák város, Felső-Ausztria Vöcklabrucki járásának központja. 2018 januárjában 12 299 lakosa volt.

## Elhelyezkedése

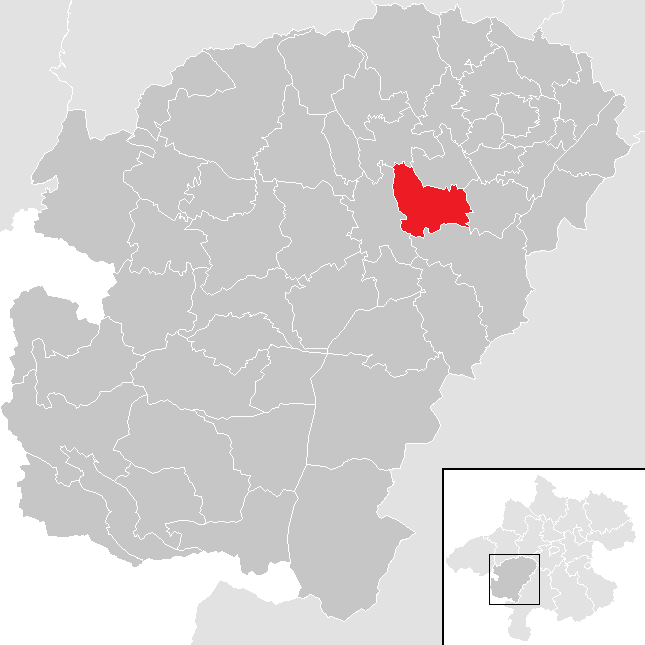
Vöcklabruck a Vöcklabrucki járásban

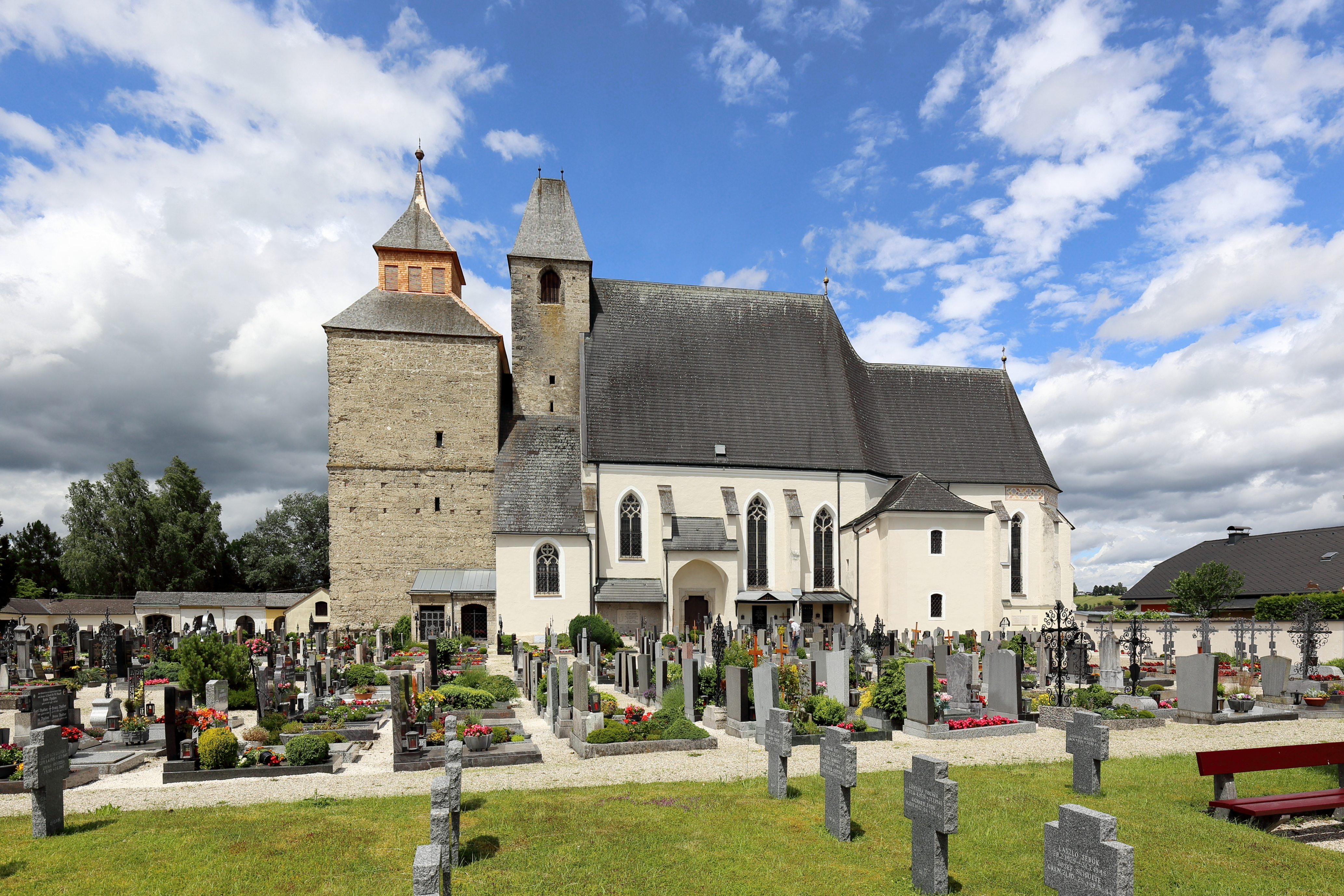
A schöndorfi Mária-templom

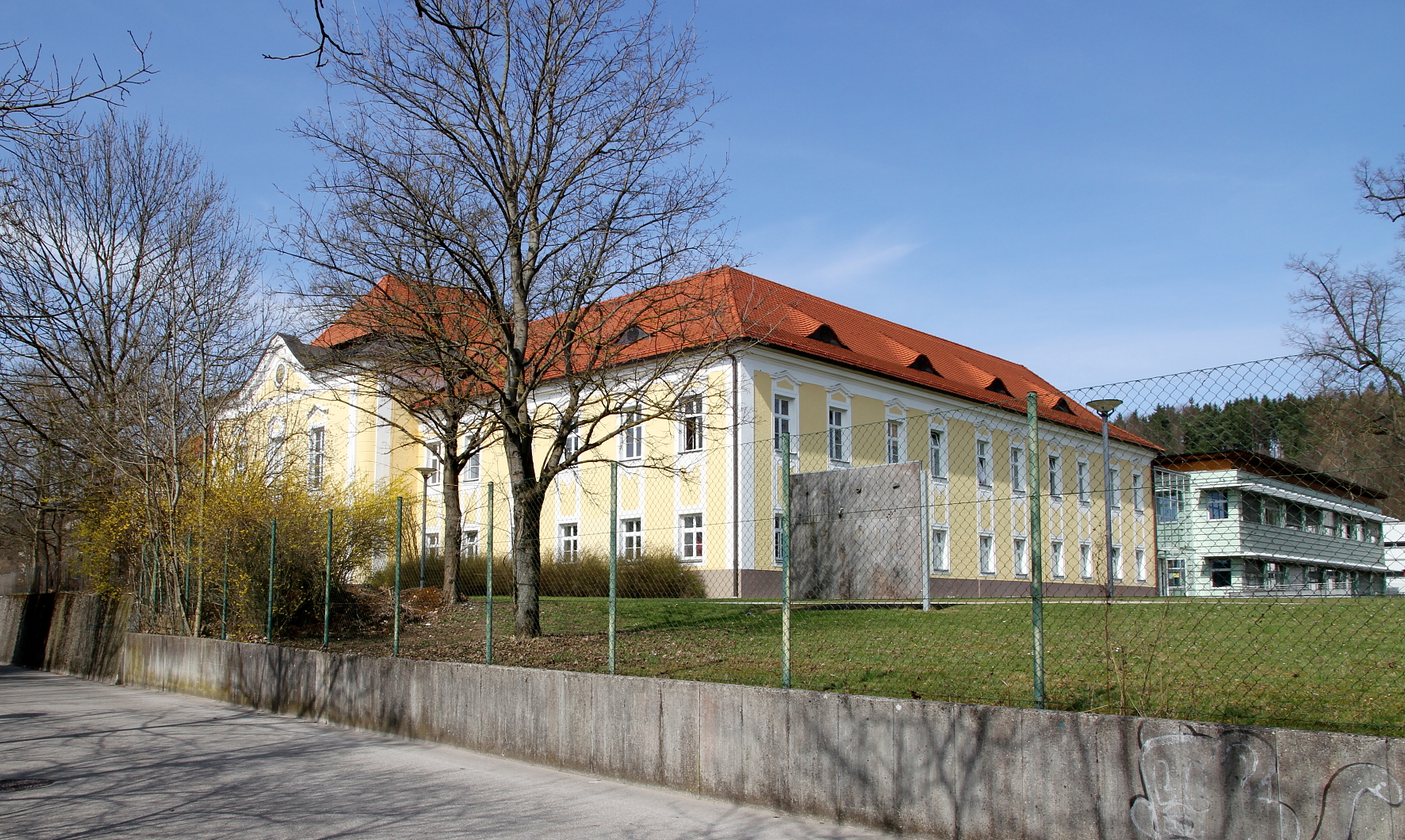
A wagraini kastély (ma gimnázium)

Vöcklabruck Felső-Ausztria középső-délnyugati részén helyezkedik el, a Vöckla és az Ager folyók találkozásánál. Mivel közel található a Salzkammergut tavaihoz (főleg az Atterseehez és a Mondseehez), gyakran emlegetik a Salzkammergut kapujaként. A városi önkormányzathoz Vöcklabruckon (3789 lakos 2018-ban) kívül a következő városrészek és falvak tartoznak: Altwartenburg (15), Außerhafling (13), Buchleiten (352), Dörfl (1195), Dürnau (2747), Freileiten (390), Innerhafling (5), Kirchberg (28), Neuwartenburg (3), Oberhaus (58), Oberthalheim (58), Pfarrerfeld (440), Schöndorf (1654), Vornbuch (40), Wagrain (1429)
Wegscheid (22) és Ziegelwies (61). 
A környező önkormányzatok: északon Ungenach, északkeleten Pilsbach, keleten Attnang-Puchheim, délen Regau, nyugaton Timelkam. 

## Története
A schönburgi templomot már 824-ben megemlítik a mondseei apátság egyik oklevelében. A város mai neve írott forrásban először 1134-ben szerepel Pons Veckelahe formában; ekkor Pilgrom von Weng egy betegápolóhelyet (egész Felső-Ausztriában az elsőt) alapított a Vöckla hídjánál. 
A történelmi városmag, a piactér és a város jelképének számító két torony a 12. században alakult ki, amikor a Babenbergek megszerezték a települést Regau grófjától és megerődítették új birtokukat. Valamikor a 14. században városi jogokat kapott, mindenesetre 1358-ban, II. Albert herceg halálakor már város volt. Albert és fia, IV. Rudolf sokat segített a városon, a címerben látható két lovag is őket ábrázolja. I. Miksa császár, aki a közeli wartenburgi várban gyakran meglátogatta barátját, Wolfgang von Polheimet, több alkalommal megszállt Vöcklabruckban és címerét elhelyezték a város tornyán.   
1620-ban II. Ferdinánd császár elzálogosította az Enns fölötti Ausztriát (mai Felső-Ausztriát) I. Miksa bajor hercegnek, cserébe a fehérhegyi csatában nyújtott támogatásáért. A többségében protestáns vidéken megkezdődött az erőszakos rekatolizáció, ami 1626-ban parasztfelkeléshez vezetett. A harmincéves háború által is sújtott város teljesen elszegényedett és elnéptelenedett, csak 1718-ban kapta vissza korábbi státuszát és privilégiumait. Vöcklebruck a napóleoni háborúkban is sokat szenvedett. Az 1809-es schönbrunni békében a Napóleonnal szövetséges Bajorországhoz csatolták, csak a francia császár bukása után, a bécsi kongresszussal került vissza Ausztriához.   
1893-ban a városban alapította üzemét Ludwig Hatschek, aki az azbeszt és cement keverékéből készült eternit feltalálásával lett világhírű. 
A második világháborúban a mauthauseni koncentrációs tábor egyik kirendeltsége Wagrainban volt; itt mintegy 300 foglyot dolgoztattak út- és hídépítéseken. A háború után alapították Schöndorf és Dürnaut, ahol a keletről érkező menekülteket szállásolták el.

## Lakosság
A vöcklabrucki önkormányzat területén 2018 januárjában 12299 fő élt. A lakosságszám 1869 óta folyamatosan gyarapodik. 2015-ben a helybeliek 84%-a volt osztrák állampolgár; a külföldiek közül 1,9% a régi (2004 előtti), 4% az új EU-tagállamokból érkezett. 5,6% a volt Jugoszlávia (Szlovénia és Horvátország nélkül) vagy Törökország, 4,5% egyéb országok polgára. 2001-ben a lakosok 70%-a római katolikusnak, 10,7% evangélikusnak, 1% ortodoxnak, 5,4% mohamedánnak, 9,6% pedig felekezeten kívülinek vallotta magát. Ugyanekkor 83 magyar élt a városban. A legnagyobb nemzetiségi csoportokat a német (88%) mellett a horvátok (4,2%), a bosnyákok (1,6%) és a szerbek (1,2%) alkották.

## Látnivalók

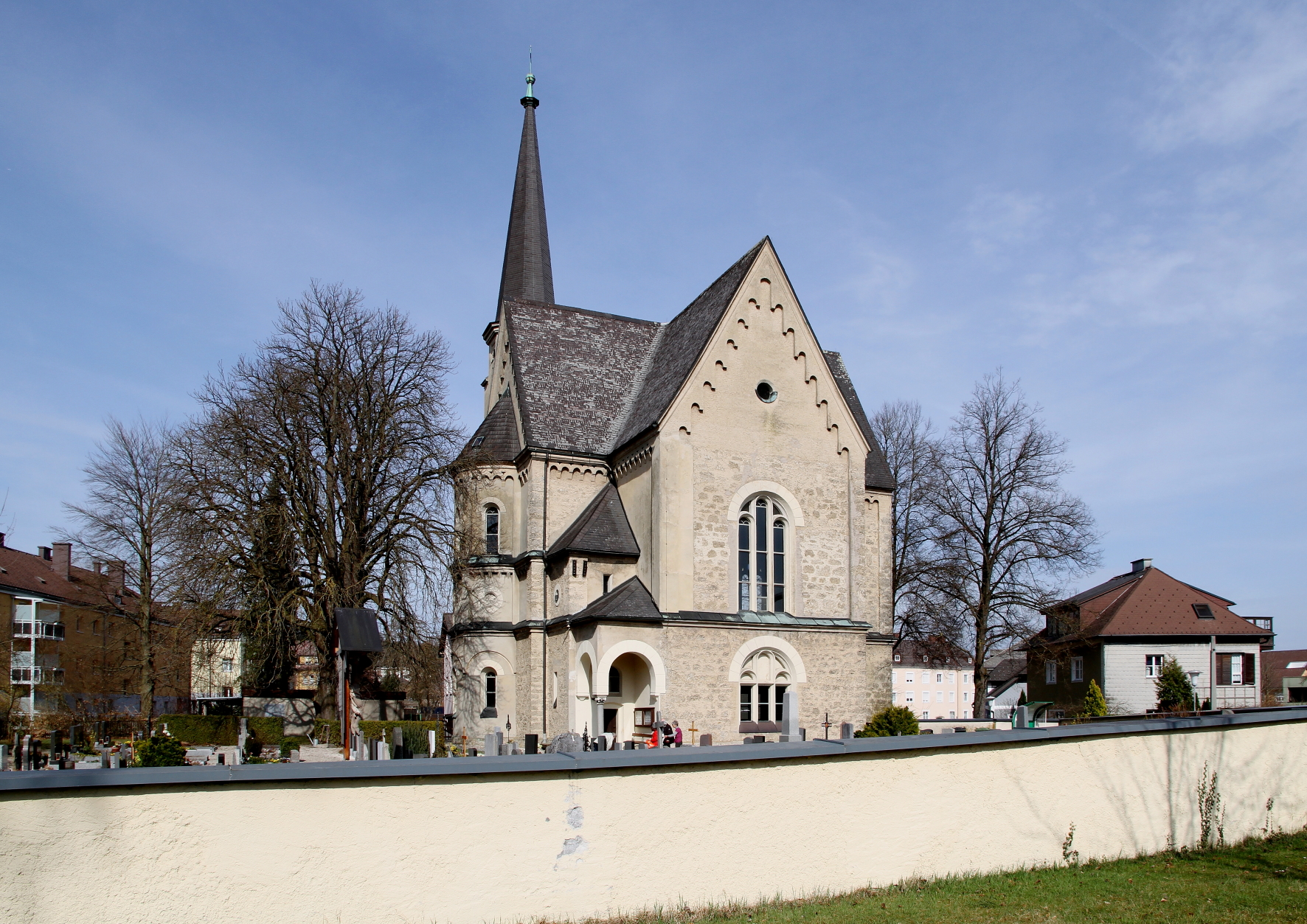
Az evangélikus templom

- a középkori főtér a freskókkal díszített két toronnyal. Az 1960-as években felfedezett freskókat a tiroli Jörg Kölderer festette 1502-ben
- a dörfli barokk templom 1688-1691 között épült az olasz Carlo Antonio Carlone tervei alapján
- az eredetileg 824-ben épült Schöndorfi Szűz Mária-kegytemplom
- Vöcklabruck helytörténeti múzeuma
- a vöcklabrucki katolikus plébániatemplom
- a vöcklabrucki evangélikus plébániatemplom
- a wagraini kastély

A város futballcsapata, az 1. FC Vöcklabruck az osztrák első osztályban játszik.

## Híres vöcklabruckiak
- Leonhard Schiemer (?-1528) anabaptista teológus
- Emilie Mediz-Pelikan (1861-1908) festő
- Wolfgang Holzmair (1952-) operaénekes
- Franzobel (1967-) író
- Lukas Pöstlberger (1992-) kerékpározó

## Testvérvárosok
- Český Krumlov, Csehország
- Hauzenberg, Németország
- Slovenj Gradec, Szlovénia

## Fordítás
- Ez a szócikk részben vagy egészben  a   Vöcklabruck című német Wikipédia-szócikk ezen változatának fordításán alapul.  Az eredeti cikk szerkesztőit annak laptörténete sorolja fel. Ez a jelzés csupán a megfogalmazás eredetét és a szerzői jogokat jelzi, nem szolgál a cikkben szereplő információk forrásmegjelöléseként.